# Революционный совет Португалии
Революционный совет Португалии  (порт. Conselho da Revolução) — высший законодательный, судебный и исполнительный орган Португальской республики в 1975—1976 годах. После принятия Конституции 1976 года и перехода к гражданскому правлению сохранялся до 1982 года как высший консультативный и контрольный орган.

## Создание Революционного совета
Революционный совет Португалии был создан через несколько дней после событий 11 марта 1975 года для эффективного управления страной в условиях политического и экономического кризиса. 14 марта 1975 года первая Ассамблея Движения вооружённых сил приняла Закон № 5/75 (порт. Institucioionalização do M. F. A., Lei 5/75, de 14 Março), который был подписан президентом Португалии Франсишку да Коштой Гомишем. Юридическим обоснованием создания Совета стал п.1 статьи 13 Конституционного закона № 3/74 от 14 мая 1974 года (порт. n.° 1 do artigo 13.° da Lei Constitucional n.° 3/74, de 14 de Maio), который позволял Государственному совету Португалии издавать обязательные к исполнению конституционные законы. Закон-декрет от 14 марта распускал Совет национального спасения и Государственный совет Португалии (Статья 1) и учреждал Революционный совет Португалии (Статья 2) в составе:
- Президент Республики;
- Начальник Генерального штаба вооруженных сил;
- Заместитель начальника Генерального штаба вооруженных сил;
- Начальник главного штаба Сухопутных сил;
- Начальник главного штаба Военно-морских сил;
- Начальник главного штаба Военно-воздушных сил;
- Заместитель командующего Оперативным командованием на континенте (КОПКОН);
- Члены Координационной комиссии ДВС (3 от сухопутных сил и по два от ВВС и ВМС);
- Представители вооруженных сил (9 человек) — 5 от сухопутных сил и по два от ВВС и ВМС;
- Члены распущенного Совета национального спасения;
- Премьер-министр, если он военный;

Члены координационной комиссии ДВС считались членами Революционного совета, однако могли не выполнять этих функций (п. 4 Статьи 2). Ассамблея Движения вооруженных сил могла отозвать любого из членов Революционного совета, однако в соответствии с уставом, который надлежало выработать позднее (п.5 Статьи 2). Революционный совет являлся частью ассамблеи ДВС, которая могла определять его состав (Статья 3, Статья 5). Совет мог работать как в режиме пленарных заседаний, так и в иных формах, которые должны были быть в будущем определены его регламентом (Статья 5). Революционному совету переходила судебная, законодательная и военная власть, в том числе и право на проведение экономических преобразований в стране (п.1 Статьи 6). Революционный совет наделялся учредительными полномочиями распущенного Государственного совета и был обязан обнародовать новую конституцию, выработанную Учредительным собранием (п.2 Статьи 6). Принятые Советом законы не требовали утверждения или референдума и вступали в силу после подписания и опубликования Президентом Республики (Статья 7).
20 марта Революционный совет, названный президентом Коштой Гомишем «двигателем революции», официально вступил в свои права, заменив СНС, Государственный совет и «Совет двадцати» ДВС.

### Первый состав Революционного совета
Состав Революционного совета Португалии был утвержден Декретом № 137-А от 17 марта 1975 года. В Революционный совет вошли:
1. генерал Франсишку да Кошта Гомиш, Президент Республики, начальник Генерального штаба армии;
2. бригадный генерал Вашку душ Сантуш Гонсалвиш, премьер-министр;
3. вице-адмирал Жозе Батишта Пиньейру ди Азеведу, начальник Главного штаба ВМС;
4. генерал Карлуш Алберту Идайеш Соариш Фабиан, начальник Главного штаба сухопутных сил;
5. генерал Нарсисо Мендиш Диаш (порт. Narciso Mendes Dias), начальник Главного штаба ВВС;
6. вице-адмирал Антониу Алва Роза Коутинью, бывший член Совета национального спасения;
7. генерал Анибаль Жозе Коэнтру ди Пиньо Фрейре (порт. Aníbal José Coentro de Pinho Freire), бывший член Совета национального спасения;
8. генерал Нуну Мануэл Гимарайнш Лопиш Пиреш (порт. Nuno Manuel Guimarães Fischer Lopes Pires), бывший член Совета национального спасения;
9. бригадный генерал Отелу Нуну Роман Сарайва ди Карвалью, заместитель командующего КОПКОН;
10. подполковник Мануэл Рибейру Франку Шараиш, член Координационной комиссии ДВС, позже командующий Центральным военным округом;
11. капитан-лейтенант Карлуш ди Алмада Контрейраш (порт. Carlos de Almada Contreiras), член Координационной комиссии ДВС;
12. майор авиации Жозе Бернарду ду Канту-и-Каштру (порт. José Bernardo do Canto e Castro), член Координационной комиссии ДВС;
13. майор аэродромной инженерии Жозе Коутиньо Перейра Пинту (порт. José Gabriel Coutinho Pereira Pinto), член Координационной комиссии ДВС;
14. капитан Вашку Коррейя Лоуренсу, член Координационной комиссии ДВС;
15. капитан-инженер Дуарте Нуну ди Атайде Сарайва Маркиш Пинту Соариш (порт. Duarte Nuno de Ataíde Saraiva Marques Pinto Soares), член Координационной комиссии ДВС;
16. младший лейтенант Жозе Мануэль Мигел Жудаш (порт. José Manuel Miguel Judas), член Координационной комиссии ДВС;
17. капитан фрегата, морской инженер-конструктор Мануэл Бейрайо Мартинш Геррейру (порт. Manuel Beirão Martins Guerreiro), избранный от ДВС;
18. майор пехоты Педру Жулиу Пезарат Коррейя (порт. Pedro Júlio Pezarat Correia), избранный от ДВС, позже командующий Южным военным округом;
19. майор-инженер авиации Жозе Мануэл да Кошта Невиш, избранный от ДВС;
20. капитан артиллерии Родригу Мануэл Лопиш ди Суоза-и-Каштру (порт. Rodrigo Manuel Lopes de Sousa e Castro), избранный от ДВС;
21. младший лейтенант медицинской службы ВМС Рамиру Педросу Коррейя (порт. Ramiro Pedroso Correia), избранный от ДВС;
22. капитан-инженер аэродромной службы Витор Мануэл Граса Кунья (порт. Vítor Manuel Graça Cunha), избранный от ДВС;
23. капитан артиллерии Мануэл Жуан Феррейру де Суоса (порт. Manuel João Ferreira de Sousa), избранный от ДВС;
24. капитан-инженер Луиш Эрнешту Албукерке Феррейра ди Маседу (порт. Luís Ernesto Albuquerque Ferreira de Macedo), избранный от ДВС;
25. лейтенант пехоты Антониу Алвеш Маркиш Жуниор (порт. António Alves Marques Júnior), адъютант О. Сарайва ди Карвалью, избранный от ДВС[3].

### Изменения в составе Революционного совета
В течение 1975—1976 годов состав Революционного совета Португалии претерпевал изменения.
- 21 марта состав Революционного совета был расширен и в него вошли лидеры ДВС капитан-лейтенант Витор Мануэл Крешпу, майор Эрнешту Мелу Антуниш, майор Витор Родригиш Алвиш и капитан Жозе Кошта Мартинш[2].
- 8 августа были отстранены от исполнения своих обязанностей в Революционном совете члены «Группы девяти» — майор Мелу Антунеш, бригадный генерал Франку Шараиш, бригадный генерал Пезарат Коррейя, майор Витор Крешпу, капитан Васку Лоуренсу, майор Витор Алвеш, подполковник Кошта Невеш, майор Жозе Кантру-и-Каштру и капитан Родриго ди Соуза-и-Каштру.
- 6 сентября — выведен из состава Революционного совета бывший премьер-министр Васку Гонсалвиш.
- 8 сентября Мелу Антунеш, Витор Алвиш и Кошта Мартинш были возвращены в состав Революционного совета. Карлуш Алмада Контрераш, Мануэль Мартинш Герейру и Рамиро Коррейя вновь стали представлять в Революционном совете Военно-морские силы[2].
- 17 сентября 1975 года — Ассамблея Военно-морских сил избрала представителями ВМС в Революционном совете сторонников Гонсалвиша — вице-адмирала Розу Коутиньо, капитана фрегата Мануэла Мартинша Геррейру и капитан-лейтенанта Карлуша Алмаду Контрераша. Бывшему члену Революционного совета капитану фрегата Витору Крешпу было выражено «политическое недоверие»[2].
- 1 октября новым начальником штаба ВМС был назначен контр-адмирал Армандо Филгейраш Суариш[2].
- 1 декабря Революционный совет был официально реорганизован. Из его состава были исключены разжалованный в майоры Отелу Сарайва ди Карвалью, вновь ставший подполковником Карлуш Фабиан, контр-адмирал Армандо Филгейраш Суариш, вице-адмирал Роза Коутиньо и капитан-лейтенант Карлуш ди Алмада Контрераш[2]. В состав Революционного совета были включены — генерал Антониу Рамалью Эаниш, бригадир Антониу Пиреш Велозу, контр-адмирал Суоту Круш и капитан фрегата Вашку ди Алмейда-и-Кошта. В состав Совета также вернулся и капитан фрегата Витор Крешпу[2].

## Революционный совет конституционного периода
Конституция, принятая 2 апреля 1976 года, сохранила Революционный совет, изменив его компетенцию.
Согласно ей Революционный совет являлся политическим и законодательным органом по военным вопросам, гарантом нормального функционирования демократических институтов, гарантом соблюдения Конституции и верности духу «революции гвоздик», высшим консультативным органом при президенте (Статья 142 Конституции). Он мог вынести суждение о неконституционности любого акта до того, как он будет промульгирован, или объявить о неконституционности любого опубликованного акта. В состав Революционного совета, согласно Статье 143 Конституции, входили:
- Президент Республики, являвшийся также председателем Революционного совета;
- Начальник Генерального штаба вооруженных сил;
- Заместитель начальника Генерального штаб вооруженных сил (если он назначался);
- Начальник Главного штаба сухопутных сил;
- Начальник Главного штаба Военно-воздушных сил;
- Начальник Главного штаба Военно-морских сил;
- 8 офицеров от сухопутных сил;
- 3 офицера от ВВС;
- 3 офицера от ВМС

В Революционный совет по Конституции входил также премьер-министр, но только в том случае, если он являлся военным. Однако, в период с 1976 по 1982 год ни один из 7 премьер-министров военным не был и в состав Революционного совета не входил.

### Полномочия Революционного совета
Революционный совет работал на постоянной основе, ни один из его членов не мог быть назначен самим Советом или входить в Совет без возможности отзыва из него (Статья 144). Совет работал при Президенте республики в качестве гаранта нормального функционирования демократических институтов. Он (Статья 145):
- а) консультировал президента при исполнении им своих обязанностей;
- б) уполномочивал президента объявлять войну и заключать мир;
- в) уполномочивал президента вводить осадное или чрезвычайное положение на всей территории страны или на части её территории;
- г) уполномочивал президента покидать территорию государства;
- д) объявлял президента недееспособным физически и временно исполнял обязанности главы государства.

В качестве гаранта соблюдения Конституции Революционный совет (Статья 146):
- а) по своей инициативе или по просьбе президента мог вынести суждение о неконституционности любого акта до того, как он будет промульгирован;
- б) предусмотреть необходимые меры по выполнению требований Конституции или дать соответствующие рекомендации;
- в) объявить неконституционным любой опубликованный акт в соответствии со Статьей 281 Конституции;

В качестве гаранта верности духу Португальской революции 25 апреля 1974 года Революционный совет(Статья 147):
- а) мог консультировать президента о назначении на должность премьер-министра или освобождения премьер-министра от его обязанностей;
- б) мог консультировать президента по вопросу о применении права вето в соответствии со Статьей 139.

Как политический и законодательный орган в военных вопросах Революционный совет (Статья 148):
- а) принимал законы и правила касающиеся организации и функционирования вооруженных сил, дисциплине военнослужащих;
- б) утверждал международные договоры и соглашения по военным вопросам.

Революционный совет Португалии мог принимать декреты-законы, указы, законодательные акты или постановления в соответствии со Статьями 144, 148 и 285; принимать резолюции и другие акты Революционного совета, которые не требовали промульгации Президента Республики; декреты-законы Революционного совета имели одинаковую силу с парламентскими постановлениями или постановлениями правительства (Статья 149).

### Борьба за ликвидацию Революционного совета
Весь конституционный период существования Революционного совета его председателем был президент генерал Антониу Рамалью Эаниш. В состав Совета входили такие бывшие лидеры Движения вооруженных сил, как Мелу Антуниш, Витор Крешпу, Вашку Лоуренсу и др. Пока у власти в стране находилось правительство Португальской социалистической партии во главе с Мариу Суаришем, деятельность Революционного совета и правительства не входили в противоречие. Однако после того, как на досрочных парламентских выборах 2 декабря 1979 года победил блок правых партий «Демократический альянс за новое большинство», правительство Франсишку Са Карнейру начало кампанию за реформу конституции и роспуск Революционного совета как органа, стоящего над демократическими институтами и тормозящего развитие страны. Трёхлетняя борьба между Революционным советом и правительством, поддержанным партиями «Демократического альянса», завершилась принятием поправок к Конституции — Конституционного закона № 1/82 от 30 сентября 1982 года (Lei Constitucional n.º 1/82, de 30 de Setembro).
30 октября 1982 года Революционный совет Португалии прекратил своё существование, уступив место вновь сформированному Государственному совету. Из последнего состава Революционного совета в Государственный совет Португалии вошли только двое — президент Португалии Антониу Рамалью Эаниш и подполковник Эрнесту Мелу Антунеш.